# Arrondissement d'Anse-à-Veau
L'Arrondissement d'Anse-à-Veau est un arrondissement d'Haïti, subdivision du département des Nippes. Il a été créé autour de la ville de Anse-à-Veau qui est aujourd'hui son chef-lieu. Il est peuplé par 139 721 habitants (estimation 2009).
L'arrondissement compte cinq communes :
- Anse-à-Veau
- L'Asile
- Petit-Trou-de-Nippes
- Plaisance-du-Sud
- Arnaud